# George Raymond Lawrence
George Raymond Lawrence (Ottawa (Illinois), 24 de febrer de 1868 – 15 de desembre de 1938) va ser un fotògraf comercial del nord d'Illinois. Després d'anys d'experiència construint estels i globus per panoràmiques aèries, Lawrence es va convertir en dissenyador d'aviació al 1910.

## Vida
Els Lawrences són descendents de John Philip Lorenz, que havia emigrat d'Alemanya el 1748. George va néixer a Ottawa, Illinois, el 24 de febrer de 1868. Era el més gran de sis fills de Margaret Othelia Tritley i Michael B. Lawrence. En Michael era un agricultor del Comtat de LaSalle i fuster. En pocs anys, la família es va traslladar a 96 km (60 milles) a l'est a una granja del comtat de Kankakee. El George va anar a l'escola a la ciutat de Manteno, Illinois. També va assistir a l'església catòlica de Sant Josep de Manteno.
Al voltant del 1890, es va traslladar a Chicago i va començar a treballar a la fàbrica de Abbott Buggy Co. a Auburn, Illinois. Allí, va inventar un mètode d'unir les llantes de ferro a les rodes de fusta. Al 1890, Lawrence es va casar amb Alice Herenden i van tenir dos fills: Raymond W. Lawrence i George Lee Lawrence. En 1891, va obrir The Lawrence Portrait Studio a la cantonada de Yale Avenue i 63rd Street, compartint l'espai i les despeses amb el fotògraf Irwin W. Powell.
A mitjans de la dècada de 1890, Lawrence va perfeccionar l'ús de la fotografia amb flash, fins que es van inventar les bombetes anys més tard. Al 1900 va construir la càmera més gran del món, anomenada Càmera Mamut, per fer una fotografia de la locomotora Alton Limitat, propietat de la Chicago i Alton Ferrocarril. La càmera pesava 1400 lliures (640 kg) i s'utilitzava una placa de 4,5 '× 8' de vidre. La fotografia va ser presa per la Exposition Universelle del 1900 (Exposició de París del 1900) i va guanyar el "Gran Premi del Món". També va fer innovacions a les àrees de la fotografia aèria amb globus i cometes.

## Fotografia aèria (Captive Airship)

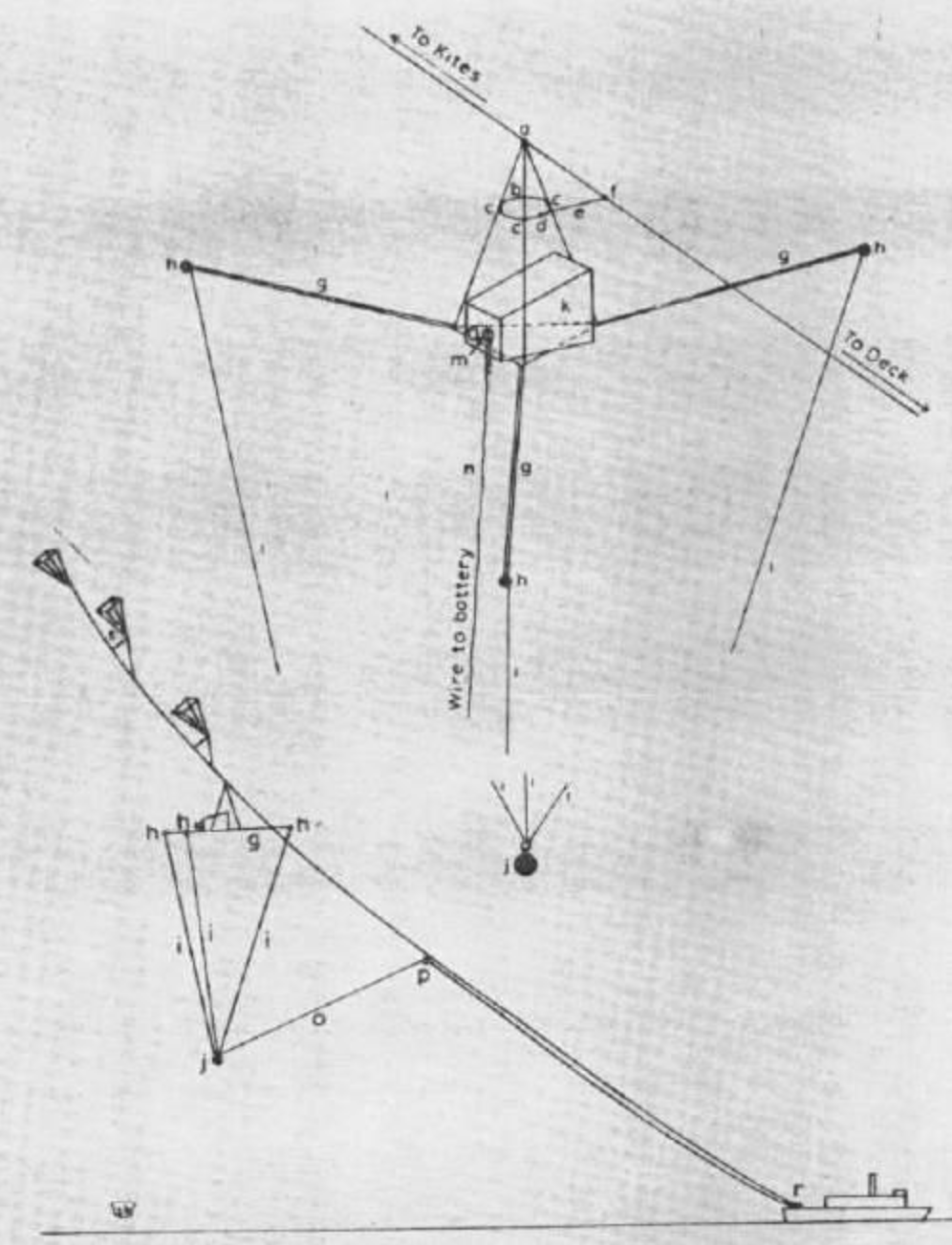
Esquema del sistema Captive Airship

El lema de l'empresa de Lawrence era  "the hitherto impossible in photography is our specialty", venint a dir que la seva especialitat era el que fins ara era impossible en la fotografia. Aquest fama és deguda a les fotografies aèries i panoràmiques que van dur a terme a ciutats com San Francisco, Chicago o Nova York.
Els primers passos en aquest estil de fotografia els va fer pujant a un globus d'hidrogen, però l'any 1901 va tenir un accident on el globus es va separar de la cistella i va caure d'uns 60 metres d'alçada. Va ser salvat per uns cables de telèfon i telègraf, i es va donar compte que havia de trobar una altra manera de fer les imatges.
Per realitzar aquestes fotografies tenia un sistema de 17 cometes lligades a un cable de piano, que suspenia la càmera sobre un sistema d'estabilització. Va nomenar a l'invent Captive Airship.
El sistema Captive Airship permetia suspendre a l'aire una càmera de 22 kilograms, dins d'un sistema d'estabilització que consistia en tres barres amb una corda de 36 metres al final de cada una, que s'ajuntaven al final amb un pes de 1,3 kilograms.
Per fer la fotografia s'havia d'activar la càmera de forma remota enviant corrent d'una bateria cap a la càmera, que activava un solenoide. El resultat eren uns negatius d'imatges fetes entre 120 i 600 metres d'alçaca.

## Fotografia de San Francisco

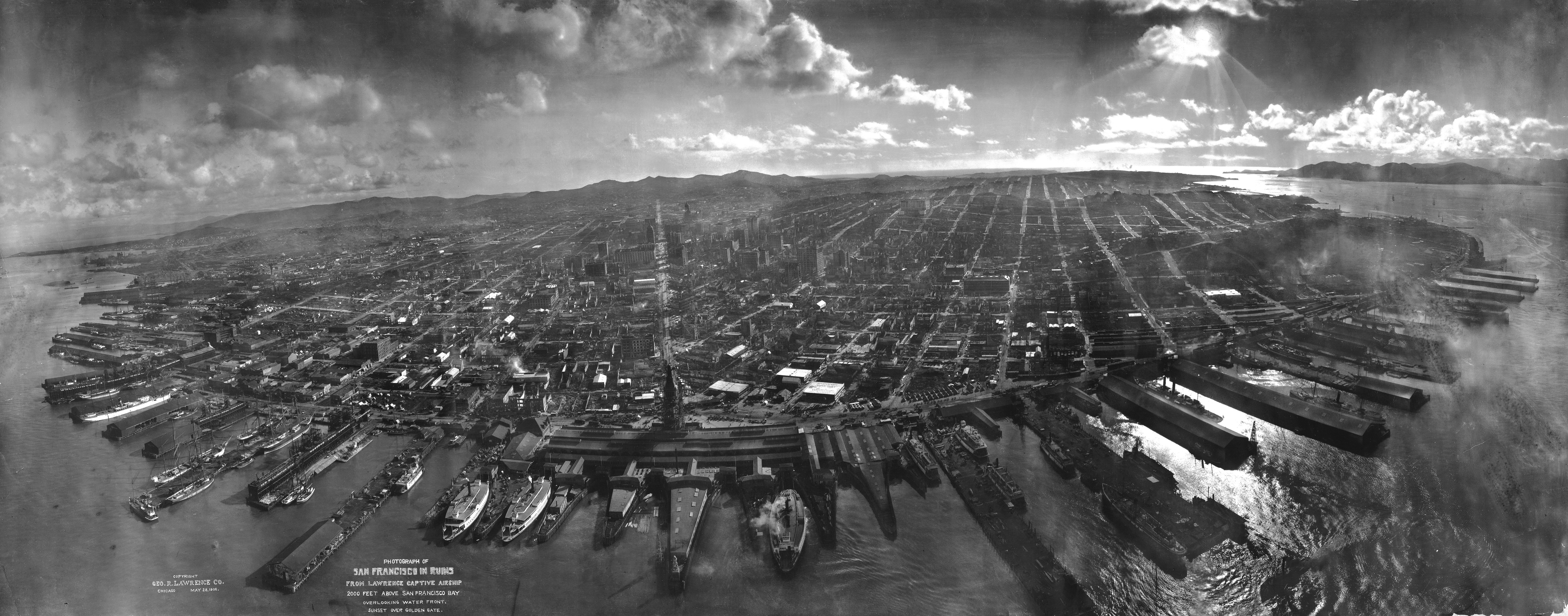
San Francisco en Ruïnes, pres unes sis setmanes després del terratrèmol de 1906

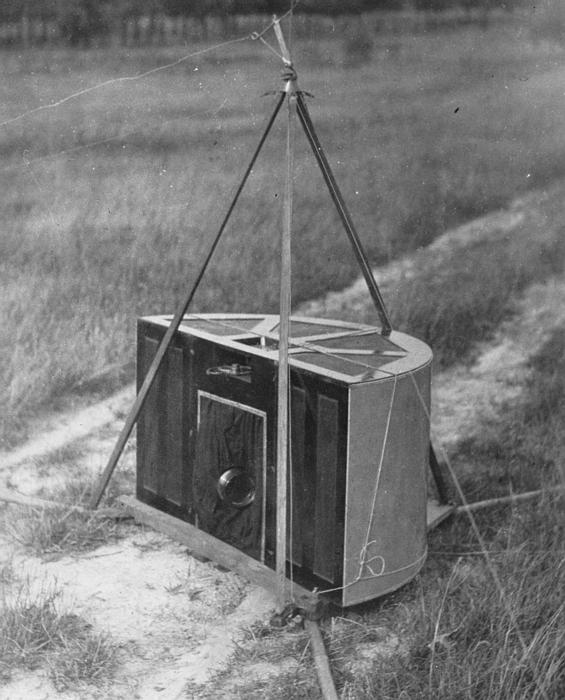
Càmera utilitzada a la cometa

Una de les fotografies amb més renom de Lawrence és de les ruïnes de San Francisco, Califòrnia, després del terratrèmol de 1906. Es tracta d'una panoràmica de 160 graus des d'un estel a 2000 peus (600 m) a l'aire sobre la badia de San Francisco, que mostrava tota la ciutat en una única impressió. Cada impressió es va vendre per 125 $ i Lawrence va fer almenys 15,000 $ (US 399,833.33 $ al 2017) en vendes d'aquesta fotografia. La càmera utilitzada en aquesta fotografia pesava 49 lliures (22 kg) i utilitzava una placa de cel·luloide.
L'any 2006, el fotògraf de Juneau, Ronald Klein, va construir una rèplica de la càmera de Lawrence i la va utilitzar per tornar a fotografiar a San Francisco des de la mateixa ubicació (però des d'un helicòpter, no des d'un estel), 100 anys després del terratrèmol. El fotògraf va ser Mark Walsh, el net de George R. Lawrence, que des de l'helicòpter va fer la fotografia.

## El matrimoni, segones noces, i la mort

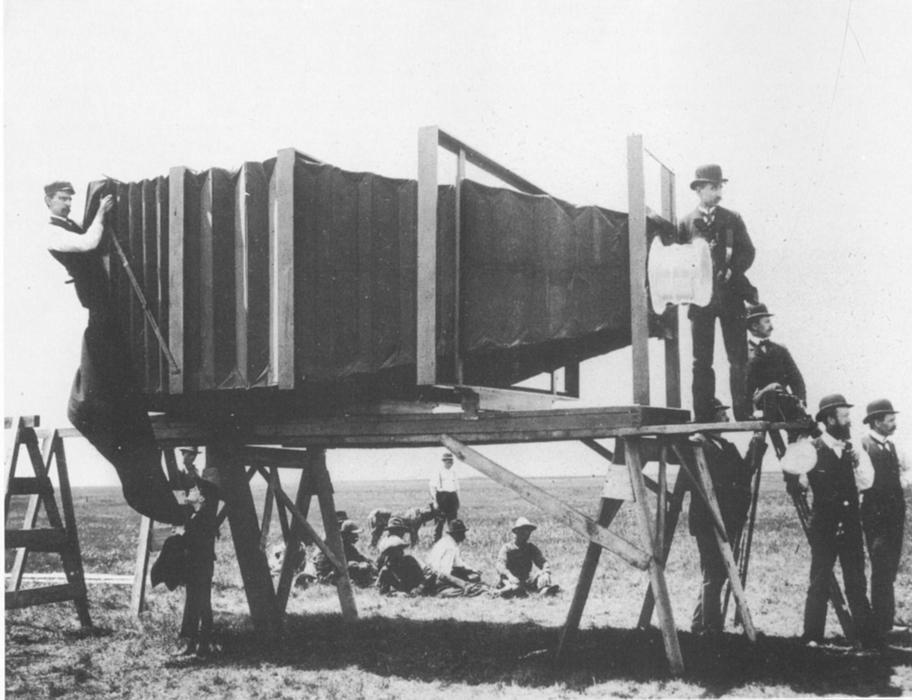
La càmera gegant construïda per Lawrence el 1900

El 1909, mentre es trobava en una aventura costosa i frustrant en que intentava fer fotografies aèries d'animals salvatges a l'Àfrica oriental britànica, la seva esposa va descobrir que ell tenia una aventura amb una de les seves secretàries. Quan van tornar, va fugir a Califòrnia amb els seus fills amb ell. Després va passar de la fotografia a l'aviació, construint un avió en una fàbrica de Chicago. Es concedira que té prop d'un centenar de patents per a dispositius relacionats amb l'aviació.
Es va divorciar de la seva primera esposa, Alice Herendeen, el 1913 (amb qui havia tingut dos fills, Raymond Welcome Lawrence i George Lee Lawrence), i es va casar amb Adele Frances "Della" Page el 1916. Va néixer a Saint Louis, Missouri i Era la filla d'Henry J. Page, un arquitecte. George Lawrence tenia 55 anys i Della tenia 22 anys quan es van casar. Van tenir quatre filles: Clara Antoinette, Virginia Lee, Ruth Adele i Martha "Louise" Lawrence.
La companyia d'avions de Lawrence va tancar el 1919. Va morir el 1938, als 70 anys, i es va celebrar l'enterrament a l'església catòlica de St. Gertrude a Chicago. Va ser enterrat al cementiri de Sant Josep de Manteno, Illinois.
Les quatre filles de George i Della són totes morts, però sobreviuen per 19 descendents: 8 nets: Vincent Maggio; Michael Maggio, Donna Walsh (fills de Clara); Louise Bing (nen de Virginia); Thomas L.Phinney; Nan Phinney; Robert Phinney i Carolyn R. Phinney (fills de Louise); 7 besnets.

## Línia del temps
- 1900 Fotografia de la locomotora de Chicago & Alton Tren's Alton Limitat.
- 1906 San Francisco, Califòrinia en ruïnes.
- 1908 Imatges de la reconstrucció de San Francisco, Califòrnia